# Antonio Álvarez Lleras
Antonio Álvarez Lleras (* 1892 in Bogotá; † 1956 ebenda, Pseudonym: Joaquín Zuluaga) war ein kolumbianischer Dramatiker und gilt als Begründer des modernen kolumbianischen Theaters.

## Leben
Der Enkel von Lorenzo María Lleras besuchte das Instituto de La Salle in Bogotá, studierte 1910 ein Jahr an der Rechtsfakultät der Universidad Nacional de Colombia und ab 1913 Zahnmedizin am Colegio Dental. Später unterrichtete er hier und am Instituto Dental Colombiano. Von 1927 bis 1931 war er kolumbianischer Konsul in Cádiz.
Álvarez Lleras gehörte in den 1910er Jahren zur Sociedad de Autores de Colombia und zur Sociedad Arboleda (Gesellschaft „Der Hain“) und wurde Mitglied der Academia de la Lengua und Korrespondent der Real Academia Española. Bereits während seiner Zeit am Instituto de La Salle schrieb er Stücke für die Theatergruppe der Schule. 1911 führe eine spanische Schauspielgruppe unter Evangelina Adams sein Stück Víboras sociales („Soziale Stimmung“) am Teatro Municipal de Bogotá auf. Für die Komödie Fuego extraño („Seltsames Feuer“) erhielt er 1912 einen Preis der Sociedad de Autores de Colombia.
1916 folgte die Uraufführung von Como los muertos („Wie die Toten“) am Teatro de Cristóbal Colón in Bogotá durch die Compañía Dramática Benavente. Das Stück war so erfolgreich, dass es bis 1931 fünfmal im Druck erschien und bis in die 1930er Jahre mehrfach von anderen Gruppen gespielt wurde. Die Brüder Vicente und Francisco Di Domenico verfilmten das Stück mit Matilde Palou in der Hauptrolle.
Die argentinische Schauspielerin Camila Quiroga, die sein Drama El zarpazo („Die Klaue“) während ihres Aufenthaltes in Bogotá 1927 am Teatro Colón aufführte, nahm das Stück in ihr Repertoire auf und spielte es auf ihren Reisen in Mexiko, Puerto Rico, Kuba, am Manhattan Opera House (1927), am Théâtre de la Madeleine (1928) und bei der Exposición Iberoamericana in Sevilla (1928).
1944 gründete Álvarez Lleras die Theatergruppe Renacimiento. Die Aufführung seines Stückes El virrey Solís („Vizekönig Solis“) am Teatro Colón 1948 wurde von der Presse als Höhepunkt seines dramatischen Schaffens gelobt. Er gilt als Begründer des modernen Theaters in Kolumbien.
Während seiner Zeit als Konsul in Cadiz schrieb er die Novelle Ayer, nada más, die 1930 in Paris erschien. Außerdem veröffentlichte er zwei Gedichtbände.

## Werke
- Don Luis Velásquez
- Los de Altamora
- Los traidores de Puerto Cabello
- El doctor Bacanotas
- Víboras sociales, UA 1911
- Alma joven, Komödie, UA 1912
- Fuego extraño, UA 1912
- Como los muertos, UA 1916
- Los mercenarios, Drama, UA 1924
- El zarpazo, UA 1927
- Almas de ahora, Drama, 1945
- El virrey Solís, UA 1848
- Alejandría la pagana
- La toma de Granada
- El ángel de Navidad
- El marido de Mimí
- El sí de los coca-colos
- Sirena pesca marido
- Por teléfono, Dialog
- De año nuevo, Dialog
- Ayer, nada más, Novelle
- Sonatina de otoño, Gedichte
- Ensoñadores, Gedichte